# (200288) 2000 AZ61
(200288) 2000 AZ61 es un asteroide perteneciente al cinturón de asteroides descubierto el 4 de enero de 2000 por el equipo del Lincoln Near-Earth Asteroid Research desde el Laboratorio Lincoln, Socorro, Nuevo México, Estados Unidos.

## Designación y nombre
Designado provisionalmente como 2000 AZ61.

## Características orbitales
2000 AZ61 está situado a una distancia media del Sol de 2,689 ua, pudiendo alejarse hasta 3,401 ua y acercarse hasta 1,977 ua. Su excentricidad es 0,264 y la inclinación orbital 11,61 grados. Emplea 1610,81 días en completar una órbita alrededor del Sol.

## Características físicas
La magnitud absoluta de 2000 AZ61 es 15,2. 